# Лимфома
Лимфома (лат. lympha — чистая вода, влага + др.-греч. -ωμα — суффикс в названиях опухолей) — группа гематологических заболеваний лимфатической ткани, характеризующихся увеличением лимфатических узлов и/или поражением различных внутренних органов, в которых происходит бесконтрольное накопление «опухолевых» лимфоцитов. Первые симптомы лимфом — увеличение размеров лимфатических узлов разных групп (шейных, подмышечных или паховых).
Для лимфом характерно наличие первичного опухолевого очага, подобно со́лидным опухолям (лат. solid — твёрдый). Однако лимфомы способны не только к метастазированию (как со́лидные опухоли), но и к диссеминации по всему организму одновременно с формированием состояния, напоминающего лимфоидный лейкоз.
Выделяют лимфому Ходжкина (лимфогранулематоз) и неходжкинские лимфомы. Для лимфомы Ходжкина не было выявлено взаимосвязи с облучением организма ионизирующей радиацией, наряду с раком шейки матки и раком предстательной железы, в то же время как остальные известные злокачественные новообразования могут быть результатом радиогенного канцерогенеза. Наиболее агрессивной из неходжкинских лимфом является Т-клеточная лимфома, часто вызываемая инфекцией Т-лимфотропным вирусом человека.
Индолентные лимфомы (лимфомы с низкой степенью злокачественности) в отдельных случаях могут не требовать лечения, достаточным является наблюдение врача (гематолога или онколога). Однако при первых признаках прогрессирования — увеличении лимфоузлов, повышении температуры тела, появлении хронической слабости, начинают лечение.